# Kapsa distalis
Kapsa distalis är en insektsart som beskrevs av Sohi och Mann 1992. Kapsa distalis ingår i släktet Kapsa och familjen dvärgstritar.
Artens utbredningsområde är Papua Nya Guinea. Inga underarter finns listade i Catalogue of Life.